# Karl-Heinz Henrichs
Karl-Heinz Henrichs (* 1. Juli 1942 in Schermbeck; † 3. April 2008 in Bocholt) war ein deutscher Radrennfahrer.

## Sportliche Laufbahn
Karl-Heinz Henrichs erreichte seine größten Erfolge als Mitglied des Gold-Vierers von Trainer Gustav Kilian in der Mannschaftsverfolgung. Bei den Bahn-Weltmeisterschaften 1963 wurde der Vierer (mit Lothar Claesges, Karl Link und Ernst Streng) Vize-Weltmeister, im Jahr darauf in identischer Besetzung Olympiasieger in Tokio. Dafür erhielten er und der Gold-Vierer am 11. Dezember 1964 das Silberne Lorbeerblatt. Die vier Fahrer hatten sich in den Olympiaausscheidungsrennen im Bahnradradsport gegen die Fahrer aus der DDR durchgesetzt.
1966 wurde die deutsche Mannschaft WM-Zweite, 1967 belegte der Vierer den dritten Platz. Bei den Olympischen Sommerspielen 1968 errang der bundesdeutsche Vierer die Silbermedaille in der Mannschaftsverfolgung; die deutsche Mannschaft (mit Henrichs, Udo Hempel, Link, Jürgen Kißner und Rainer Podlesch), die sich im Finale auf Goldkurs befand, wurde aufgrund einer umstrittenen Entscheidung disqualifiziert. Henrichs wurde 1965, 1966 und 1967 in der Mannschaftsverfolgung auch Deutscher Meister mit dem RV Radlerfreunde Bocholt. Zuvor hatte er bereits die Deutsche Meisterschaft im Omnium 1964 und 1965 gewonnen.

## Erfolge
1963
- Amateur-Weltmeisterschaft – Mannschaftsverfolgung (mit Ernst Streng, Klemens Großimlinghaus und Lothar Claesges)

1964
1964
- – Olympiasieger – Mannschaftsverfolgung (mit Karl Link, Lothar Claesges und Ernst Streng)
- Amateur-Weltmeister – Mannschaftsverfolgung (mit Karl Link, Lothar Claesges und Ernst Streng)
- Deutscher Amateur-Meister – Omnium

1965
- Deutscher Amateur-Meister – Omnium, Mannschaftsverfolgung (mit Klaus Kobusch, Herbert Honz und Udo Sevink)

1966
- Deutscher Amateur-Meister – Mannschaftsverfolgung (mit Klaus Kobusch, Herbert Honz und Udo Sevink)

1967
- Deutscher Amateur-Meister – Mannschaftsverfolgung (mit Klaus Kobusch, Herbert Honz und Udo Sevink)

1968
- – Olympiasieger – Mannschaftsverfolgung (mit Udo Hempel, Jürgen Kißner und Karl Link)